# 小林正寛
小林 正寛（こばやし まさひろ、1971年5月16日 - ）は、日本の俳優、声優。北海道出身。

## 来歴
北海道函館中部高等学校卒業、日本大学芸術学部映画学科演技コース卒業。1994年に青年座研究所に入所。1995年4月1日に劇団青年座に入団。
2023年時点では活動を休止している。『ファイナルファンタジーVII』のバレット・ウォーレス役は、2024年発売の『ファイナルファンタジーVII リバース』から船木まひとへと引き継がれている。

## 人物
資格は普通自動車免許、スキー1級。
特技はピアノ弾き語り、歌、作詞、スキー、スケート、野球、バスケットボール。

## 出演

### テレビドラマ
- 中学生日記（1984年）
- 3番テーブルの客（1996年、フジテレビ）
- 不機嫌な果実（1997年）
- 聖者の行進（1998年1月 - 3月） - 猪瀬辰雄 役
- 青の時代（1998年7月 - 9月）
- GTO（1998年7月 - 9月、フジテレビ） - 袴田はじめ
- GTOスペシャル（1999年）
- 火曜サスペンス劇場
  - 「監察医・室生亜季子25」（1999年） - 北川刑事
  - 「街の医者・神山治郎1」（2001年） - 日高憲明
- 大河ドラマ（NHK）
  - 元禄繚乱（1999年） - 青地進之丞
  - 功名が辻（2006年） - 源助
- スキッと一心太助（1999年）
- はぐれ刑事純情派
  - （2001年） - 富岡慎二 役
  - （2002年） - 津川誠 役
- 白い巨塔（2003年） - 安西信也
- よい子の味方（2004年） - 大野悟
- 陽はいつか昇る（2004年） - 主演・浅沼信二
- にんげんだもの 〜相田みつを物語（2004年） - 相田一人
- 温泉へ行こう5 第53・54話（2005年、TBS）
- ヤ・ク・ソ・ク（2005年） - 金田恭一
- 世直し順庵!人情剣（2005年）
- 1リットルの涙（2005年）
- 医龍-Team Medical Dragon- 第7話（2006年5月25日、フジテレビ） - 森田
- 仮面ライダーカブト（2006年、テレビ朝日） - 根岸
- 水曜ミステリー9（テレビ東京）
  - 多摩南署たたき上げ刑事・近松丙吉6「仰角の写真〜死者の微笑は何を語る? 美談の裏に不倫スキャンダル!?　愛が殺意に変わるとき」（2006年10月4日）- 大友隆彦 役
  - 旅行作家・茶屋次郎10（2012年9月19日） - 山下和史
  - 北海道警事件ファイル 警部補 五条聖子2（2014年5月21日） - 田原真也
  - さすらい署長 風間昭平12（2015年11月11日） - 西野明
- ハゲタカ（2007年） - 大河内伸彰
- 剣客商売スペシャル「女用心棒」（2006年、フジテレビ / 松竹） - 権六
- 怨み屋本舗スペシャル 家族の闇 モンスターファミリー（2008年、テレビ東京） - 白川義雄
- ドラマ24 コスプレ幽霊 紅蓮女 第2話（2008年、テレビ東京）
- 瞳（2008年、NHK） - 中根博
- ゴンゾウ 伝説の刑事（2008年、テレビ朝日） - 森岡刑事
- 小児救命 第2話（2008年、テレビ朝日） - 浅岡
- いじわるばあさん（2009年） - ミヤの息子
- 水戸黄門 第39部 第17話「闇夜に消えた？女たち・防府」（2009年2月16日、TBS）
- サムライ・ハイスクール（2009年、日本テレビ） - 平野哲彦
- 月曜ゴールデン （TBS）
  - 明日もまた生きていこう（2010年） - 小川良樹（成徳学園バレーボール部監督）
  - 遺品整理人 谷崎藍子2（2011年） - 中園信吾
  - 警視庁南平班〜七人の刑事〜6（2013年） - 白井高雄
- 月曜ミステリー劇場 （TBS）
  - 十津川警部シリーズ26「特急おおぞら殺人事件」（2002年9月30日） - 高木（北海道警察釧路方面本部釧路東警察署警部補）
- 月曜名作劇場 （TBS）
  - ヤメ判 新堂謙介 殺しの事件簿4（2016年9月5日、TBS） - 的場清次
- 美しい隣人（2011年、関西テレビ）
- IS（アイエス）〜男でも女でもない性〜（2011年、テレビ東京） - 錦耕介
- ビターシュガー（2011年、NHK） - カメラマン
- ダーティ・ママ! 第4話（2012年2月1日、日本テレビ） - 小谷 一途
- 浪花少年探偵団 第6話（2012年8月6日、TBS） - 芹沢保
- 土曜ワイド劇場
  - 私は代行屋! 晴子の事件推理（2012年8月18日、朝日放送） - 山内浩輔
  - 検事・朝日奈耀子16（2015年5月2日、テレビ朝日） - 横井武
  - 広域警察6（2015年6月26日、朝日放送） - 中原陽介
- 相棒 season11 第1話「聖域」（2012年10月10日、テレビ朝日） - 三井直政 役
- 金曜プレステージ （フジテレビ）
  - 特別企画 悪党（2012年11月30日） - 寺田正志
  - 所轄刑事8（2013年1月18日） - 百瀬刑事
- 最高の離婚 第2話（2013年1月17日、フジテレビ） - 星野健二
- ラスト・ディナー（2013年、NHK BSプレミアム） - レストランのウエイター
- 刑事110キロ 第6話（2013年5月30日、テレビ朝日） - 広澤宗孝
- 震える牛（2013年6月 - 7月、WOWOW） - ミートボックス社員
- ドラマスペシャル 事件救命医〜IMATの奇跡〜（2013年10月6日、テレビ朝日） - 大和田
- 癒し屋キリコの約束（2015年8月 - 東海テレビ） - 都幾川敦也[6]
- 嵐の涙〜私たちに明日はある〜（2016年） - 菅井瞳
- 未解決事件 File.05 ロッキード事件（2016年7月23日、NHK） - 松尾邦弘
- みをつくし料理帖（2017年） - 伊佐三

### 映画
- 第三の極道IV
- ゴジラ・モスラ・キングギドラ 大怪獣総攻撃（2001年） - 武田光秋[4]
- 恋する彼女、西へ。（2008年） - 山下
- 莫逆家族-バクギャクファミーリア-（2012年） - 後藤邦男

### 舞台
- LOVER SOUL（2001年） - 内藤幸治
- 烏賊ホテル（2010年）
- 容疑者Xの献身（2012年）
- 真田十勇士（2013年） - 三好清海入道
- ミュージカル「ビリー・エリオット〜リトル・ダンサー〜」（2017年） - ジョージ

### テレビアニメ
- 名探偵コナン（1996年） - 山田克己
- はじめの一歩（2000年） - ジェイソン尾妻
- 人間交差点（2003年） - 大崎宏
- 銀の匙 Silver Spoon（2013年） - 南正隆

### OVA
- ファイナルファンタジーVII アドベントチルドレン（2005年） - バレット・ウォーレス

### 劇場アニメ
- バケモノの子（2015年）

### ゲーム
- ジャック×ダクスター 旧世界の遺産（2001年） - ヴォリア
- ダージュ オブ ケルベロス ファイナルファンタジーVII（2006年） - バレット・ウォーレス
- ファイナルファンタジー零式（2011年） - リィド
- ワールド オブ ファイナルファンタジー（2016年） - バハムート / ティアバビロ
- ディシディア ファイナルファンタジー オペラオムニア（2019年） - バレット・ウォーレス
- ファイナルファンタジーVII リメイク（2020年） - バレット・ウォーレス
- ファイナルファンタジーVII エバークライシス（2023年） - バレット・ウォーレス※ライブラリ音声

### 吹き替え

#### 映画
- コヨーテ・アグリー
- スパイダーマン
- ナインスゲート（ボディーガード）
- リプレイスメント

#### ドラマ
- クローザー6（グレゴリー）
- 名探偵モンク1 #1

#### アニメ
- サウスパーク（2001年） - ジェローム・シェフ・マケルロイ〈2代目〉

### バラエティ
- 踊る!さんま御殿!!
- 祝女シーズン2（2010年、NHK総合）

### CM
- ダイワハウス
- ハウス食品 黒ニンニクの力